# Trascendentalismo
Il trascendentalismo è un movimento filosofico e poetico, sviluppatosi nel Nord America nei primi decenni dell'Ottocento, che, partendo dall'idealismo trascendentale di Kant, attraverso una concezione incline al panteismo, esprimeva una reazione al razionalismo e un'esaltazione dell'individuo nei rapporti con la natura e la società: motivi che in definitiva possono ricondursi all'ideologia romantica, anche se il trascendentalismo si poneva come vigorosa affermazione dell'originalità della cultura americana nei confronti di quella europea.

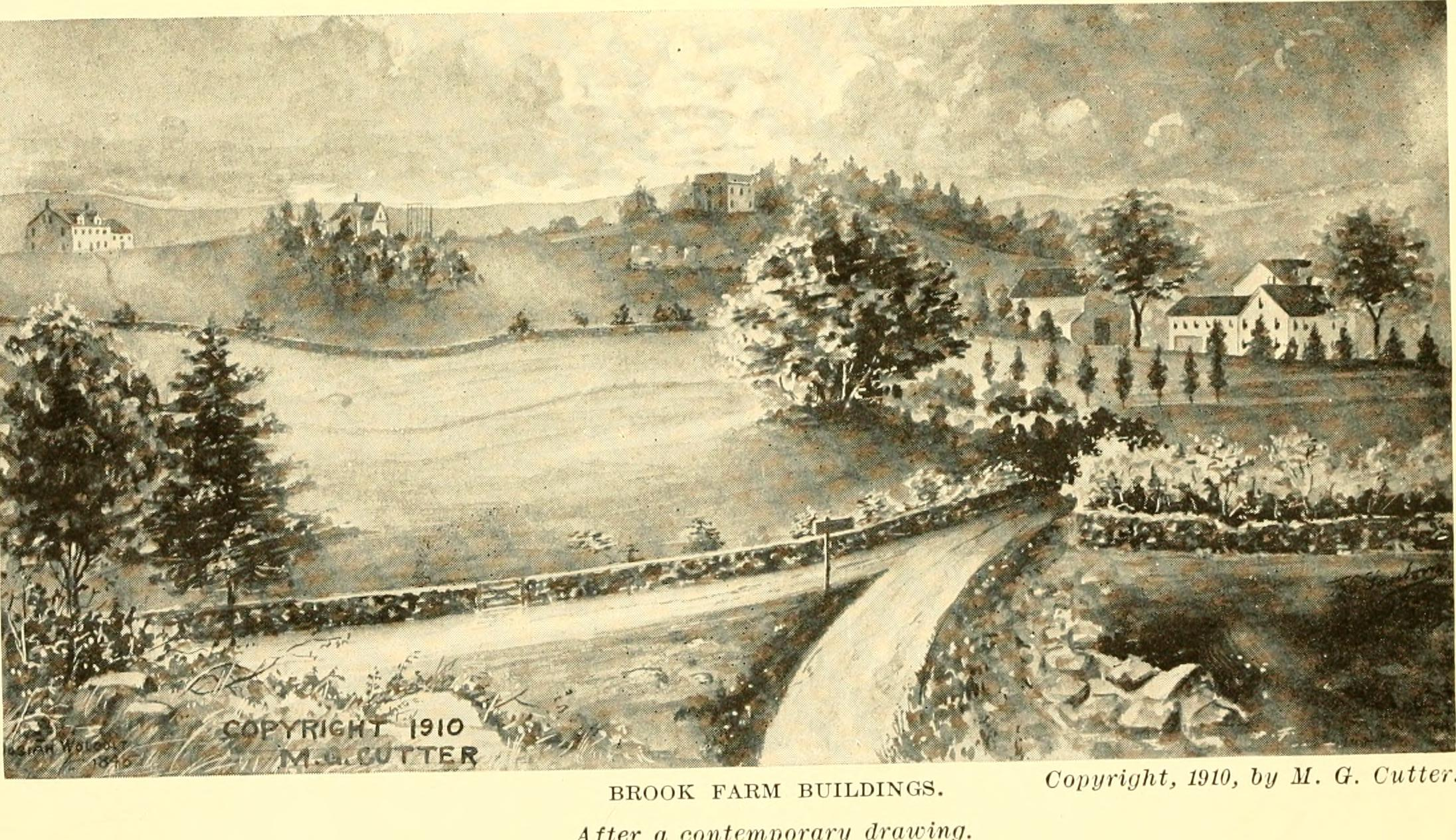
Romantic days in old Boston: incisione che illustra il progetto della Brook Farm, uno dei fulcri del movimento trascendentalista, basato sul connubio tra attività intellettuale e lavoro manuale.

## Principali esponenti
I maggiori rappresentanti della cultura e della filosofia del trascendentalismo sono Ralph Waldo Emerson (1803-1882), Nathaniel Hawthorne e Henry David Thoreau (che pure non volle identificarsi come un trascendentalista, in quanto tendente all'immanenza). La lettura di Emerson influì su Friedrich Nietzsche e questo è stato il tramite con cui il trascendentalismo si è riversato nella cultura europea. D'altra parte, su Emerson ebbe larghissima influenza l'opera del pensatore scozzese Thomas Carlyle, il quale (soprattutto con il suo Sartor Resartus, pubblicato per la prima volta in volume negli Stati Uniti proprio a cura di Emerson) ebbe la funzione di mediatore tra la letteratura tedesca (Fichte e Goethe innanzitutto) e il pensatore americano.
Altri trascendentalisti furono Margaret Fuller, John Muir, Amos Bronson Alcott, Louisa May Alcott, Walt Whitman, Emily Dickinson, George Ripley, William Ellery Channing, Charles Timothy Brooks, Orestes Brownson, William Ellery Channing, William Henry Channing, James Freeman Clarke, Christopher Pearse Cranch, John Sullivan Dwight, Convers Francis, William Henry Furness, Frederic Henry Hedge, Sylvester Judd, Theodore Parker, Elizabeth Palmer Peabody, Thomas Treadwell Stone, Jones Very.

## Critiche
Il trascendentalismo dominò il movimento romantico e neoromantico statunitense, suscitando anche reazioni critiche.
Edgar Allan Poe cita i trascendentalisti nel racconto Non bisogna scommettere la testa con il diavolo, all'interno del quale svolge un apologo che egli stesso definisce "morale" in ossequio ai suoi critici trascendentalisti che lo accusavano di immoralità. Tra gli autori citati da E. A. Poe vi sono Carlyle ed Emerson. Anche in altri testi Poe critica i trascendentalisti. Molti dei suoi lavori sono generalmente considerati parte del genere del romanticismo dark (corrente tardo-romantica statunitense che si rifece al romanticismo gotico europeo più che alla filosofia di Kant o Hegel), reazione letteraria al trascendentalismo imperante, che era fortemente inviso a Poe. Egli schernì gli aderenti a questo movimento e ridicolizzò i loro scritti descrivendoli come "metafore a conduzione pazza", che cadono nel "dimenticatoio per amor dell'oscurità" o "mistiche per l'amore del misticismo". Tuttavia in una lettera indirizzata a Thomas Holley Chivers Poe affermava di non disprezzare i trascendentalisti, ma "solo gli ipocriti e i sofisti che vi erano tra di loro".